# Monte Douglas
Monte Douglas es un estratovolcán ubicado al sur de la bahía de Kamishak, cerca de la parte noreste de la península de Alaska. Se encuentra en el parque nacional y Reserva Katmai. La montaña fue nombrada oficialmente en 1906 después del cercano Cabo Douglas en base a un informe de 1904 del geólogo del USGS G. C. Martin. El Observatorio del Volcán de Alaska actualmente califica a Douglas como el Código de Color del Nivel de Preocupación No Asignado.
El volcán tiene un lago de cráter cálido y altamente ácido de aproximadamente 160 m de ancho. En 1992, el lago tenía una temperatura de 21 °C y un pH de 1.1. En el flanco norte del volcán se encuentran flujos de lava sin glaciar y relativamente sin erosionar. Se consideró que la última erupción ocurrió durante el Holoceno.